# NGC 2255
NGC 2255 (другие обозначения — ESO 365-31, MCG -6-15-10, IRAS06321-3446, PGC 19260) — спиральная галактика с перемычкой (SBc) в созвездии Голубь.
Этот объект входит в число перечисленных в оригинальной редакции «Нового общего каталога».
В галактике вспыхнула сверхновая SN 2014cc типа Ia, её пиковая видимая звездная величина составила 15,9.